# Bellmead
Bellmead – miasto w Stanach Zjednoczonych, w stanie Teksas, w hrabstwie McLennan.

## Demografia
Według przeprowadzonego przez United States Census Bureau spisu powszechnego w 2010 miasto liczyło 9 901 mieszkańców, co oznacza wzrost o 7,5% w porównaniu do roku 2000. Natomiast skład etniczny w mieście wyglądał następująco: Biali 56,5%, Afroamerykanie 17,5%, Azjaci 0,7%, pozostali 25,3%.